# 수입담보율
수입담보율(輸入擔保率)은 수입상사로부터 신청이 있을 때 외국환은행이 취하는 수입 금액에 대한 담보의 비율을 말한다. 담보율을 조작하는 일이 수입을 조절하는 수단으로 되기도 한다. 이를 활용하여 수입액이 수출액을 상회하고 국제수지가 악화되었을 때는 담보율을 인상하여 수입을 감소시킬 수 있고 외화 사정이 호전될 때에는 담보율을 낮추어 수입을 증대시키는 등의 방책을 택할 수가 있다.